# Sedma i osma dinastija drevnog Egipta
Sedma i osma dinastija drevnog Egipta često se grupiraju s devetom, desetom i jedanaestom dinastijom u prvi prijelazni period.
O faraonima ovih dinastija malo se zna. Poznati vladari:
- Sedma dinastija
  - Nečerkara - ova osoba je možda kraljica Nitokris
  - Menkara (ne treba ga pomiješati s Menkaurom)
  - Neferkara II.
  - Neferkara Nebi - sin kraljice Ankesenpepi II. (?)
  - Džedkara Šemai
  - Neferkara Kendu
  - Merenhor
  - Nikara
  - Neferkara Tereru
  - Neferkahor
- Osma dinastija 
  - Neferkara Pepiseneb
  - Neferkamin Anu
  - Kakara Ibi
  - Neferkaura II.
  - Neferkauhor
  - Neferirkara (pogledajte također Neferirkara Kakai)

Pitanje je koliko su pouzdani podaci o ovim kraljevima. Moguće je da su svi ovi vladari bili potomci faraona Tetija, vladara 6. dinastije.
Piramida Kakare Ibija nalazi se u Sakari.